# Maupin
Maupin es una ciudad ubicada en el condado de Wasco en el estado estadounidense de Oregón. En el año 2000 tenía una población de 411 habitantes y una densidad poblacional de 121 personas por km².

## Geografía
Maupin se encuentra ubicada en las coordenadas 45°10′26″N 121°4′59″O / 45.17389, -121.08306.

## Demografía
Según la Oficina del Censo en 2000 los ingresos medios por hogar en la localidad eran de $36,944 y los ingresos medios por familia eran $38,854. Los hombres tenían unos ingresos medios de $37,750 frente a los $28,750 para las mujeres. La renta per cápita para la localidad era de $17,626. Alrededor del 17% de la población estaban por debajo del umbral de pobreza.

## Localidades adyacentes
Diagrama de las localidades a un radio de 16 km a la redonda de Long Neck. 